# Кита, Вальдемар
Вальдемар Кита (польск. и фр. Waldemar Kita, род. 7 мая 1953 года, Щецин, Польша) — французский бизнесмен-миллионер и спортивный функционер польского происхождения, президент и владелец футбольного клуба «Нант».

## Биография
Родился 7 мая 1953 года в Щецине (Западно-Поморское воеводство), в 1968 году переехал с матерью во Францию.
В 1986 году совместно со своими друзьями по университету основал компанию «Cornéal», занимавшуюся производством искусственных хрусталиков и линз.
В декабре 2006 года Кита продал фирму инвесторам из США по цене в 180 млн €.

### Карьера функционера
Первым футбольным клубом, принадлежащим Вальдемару Ките, стала в 1998 году швейцарская «Лозанна». Из-за необдуманных решений и трат руководителя клуб накопил огромные суммы долгов и в итоге в 2001 году был отправлен в четвертую по силе лигу чемпионата страны, а Кита позже продал клуб новому владельцу.
В 2007 году бизнесмен за 10 млн € приобрел скромный «Нант», тогда выступавший в Лиге 2.
В сезоне 2016/17 под руководством Мишеля Тер-Закаряна «канарейки» заняли итоговое 7-е место в турнирной таблице Лиги 1, достигнув лучших показателей в своей истории.
В одном из своих интервью в 2016 году Кита выразил готовность продать «Нант» за символическую цену в 1 €.
При Ките в 2019 году команда «Нанта» U-17 выиграла чемпионат Франции в своей возрастной категории.
В 2014 году журнал «France Football» назвал Киту лучшим спортивным директором во французском футболе.

### Отношения с фанатами
За время управления «Нантом» Кита неоднократно подвергался критике со стороны экспертов и болельщиков за свою привычку пытаться влиять на работу тренерского штаба и формирование стартового состава на матчи.
Помимо прочего, поклонников «канареек» не устраивает быстрая сменяемость тренеров в команде: с 2007 года коллектив уволил 17 наставников.
В 2020 году Кита стал фигурантом уголовного расследования об уклонении от выплаты налогов на общую сумму в 15 млн €.
Ультрас — группировки «Нанта» несколько раз нападали на дом Киты вблизи Парижа, требуя от него уйти в отставку, однако он игнорировал данные призывы.